# Murasaki Šikibu
Murasaki Šikibu (kin. 紫 式部, cca. 973. – cca. 1014. ili 1025.) je japanska dvorska dama koja se u slobodno vrijeme bavila književnosti. Upamćena je kao autorica Priče o Genjiju (Genji monogatari) koji se smatra jednim od prvih romana u japanskoj i svjetskoj književnosti. Također je napisala Dnevnik Murasaki Šikibu, jedan od najvažnijih izvora podataka o svakodnevnom životu na japanskom dvoru početkom 11. stoljeća.